# Флавіни

Флавін.

Флавіни (англ. flavins, рос. флавины) — похідні сполуки з диметилізоалкоксазиновим (7,8-диметилбензо[g]птеридин-2,4(3Н,10Н)-діоновим) скелетом із замісником R в 10 положенні. Рибофлавін (вітамін В2), який має 10-D-рибітильну групу, є найвідомішим представником.